# دونالد ویلسون (دوچرخه‌سوار)
دونالد ویلسون (انگلیسی: Donald Wilson؛ زادهٔ ۱۶ مارس ۱۹۴۴) دوچرخه‌سوار اهل استرالیا است.  وی در بازی‌های المپیک تابستانی ۱۹۶۸ شرکت کرده‌است.